# Pandemia de COVID-19 en Veracruz
La pandemia de COVID-19 en Veracruz, estado de México, es una pandemia derivada de la enfermedad  coronavirus (COVID-19), ocasionada por el virus coronavirus 2 del síndrome respiratorio agudo grave (SARS-CoV-2). Se identificó por primera vez en diciembre de 2019 en la ciudad de Wuhan, capital de la provincia de Hubei, en la República Popular China, al reportarse casos de un grupo de personas enfermas con un tipo de neumonía desconocida. La mayoría de individuos afectados tenían vinculación con trabajadores del Mercado Mayorista de Mariscos del Sur de China de Wuhan. La Organización Mundial de la Salud (OMS) la reconoció como una pandemia global el 11 de marzo de 2020. El primer caso confirmado en México se presentó en la Ciudad de México el 28 de febrero de 2020, y se trató de un mexicano que había viajado a Italia y tenía síntomas leves; pocas horas después se confirmó otro caso en el estado de Sinaloa y un tercer caso, nuevamente, en la Ciudad de México. El primer fallecimiento por esta enfermedad en el país ocurrió el 18 de marzo de 2020. En el estado de Veracruz inició el 18 de marzo de 2020, se trató de una mujer de 22 años y un hombre 24 años con antecedente de viaje al extranjero en la área metropolitana de Veracruz-Boca del Río. El primer fallecimiento se dio en el municipio de Tlacotalpan el 29 de marzo de 2020.
Hasta el 14 de mayo de 2025, se han registrado un total de 28 581 casos confirmados en 202 municipios en el estado (los cinco municipios con mayor número de infectados son Veracruz, Coatzacoalcos, Córdoba, Xalapa-Enríquez y Poza Rica), 3778 defunciones en 158 municipios en el estado (los cinco municipios con mayor número de fallecidos son Veracruz, Coatzacoalcos, Xalapa-Enríquez y Minatitlán) y 21 360 recuperados asociadas con el COVID-19 en el estado.
Algunos efectos que ha tenido la pandemia en el país incluyen la generación de compras de pánico y saqueos de establecimientos, que a su vez ha conducido al eventual desabasto de productos de limpieza e higiene personal; la suspensión de eventos socioculturales; el cierre temporal o definitivo de empresas, y la caída del precio del combustible así como del peso mexicano en los mercados de divisas internacionales.

## Antecedentes
La Organización Mundial de Salud (OMS) hizo público el 31 de diciembre de 2019 la existencia de una nueva enfermedad infecciosa que, en estado avanzado, ocasiona una neumonía pero con una causa desconocida y que fue registrada por las autoridades de China en la ciudad de Wuhan. Dicho virus, llamado 2019-nCoV, fue estudiada a principios de enero revelándose la presencia de un nuevo tipo de coronavirus, cuyos síntomas resultaron ser parecidas que la gripe y de otros tipos de coronavirus.
Para diferenciar el nuevo coronavirus del resto, la Comité Internacional de Taxonomía de Virus (ICTV, por sus siglas en inglés), lo nombró SARS-CoV-2 al nuevo virus. Mientras que el 11 de febrero, la OMS nombra a la enfermedad infecciosa causada por el SARS-CoV-2 como COVID-19, simplificando y facilitando el reconocimiento del nombre para la población.
La rápida propagación de la enfermedad en China y en una veintena de países, obliga a la OMS a declarar una emergencia sanitaria de preocupación internacional el día 30 de enero, sustentando su inquietud por el impacto que el virus ocasionaría en países subdesarrollados. Sin embargo, con el transcurrir el tiempo, la enfermedad se ha ido expandiendo en enero entre los países de Asia y febrero entre los países de Europa. Ante esta incidencia ocurrida, el 11 de marzo de 2020 la OMS decide declarar la situación como una pandemia a nivel global, alertando a todos los países del mundo tomar cartas en el asunto contra la nueva enfermedad.

### Casos sospechosos
Los primeros dos casos sospechosos en la entidad, se reportaron el 29 de febrero de 2020. En el comunicado diario de la Secretaría de Salud del gobierno de México que se publicó el 29 de febrero de 2020 en donde se le había hecho la prueba a dos personas originarias de Veracruz: se trató de una mujer de 27 años años que había viajado a Italia y regresó a México el 17 de febrero de 2020 y el segundo fue un hombre de 22 años que estuvo en contacto con el primer caso y siendo los 44° y 45° casos sospechosos en el  país. Al día siguiente se reporta otro caso sospechoso más en la ciudad de Poza Rica: se trató de una mujer de 32 años que había viajado a Italia.

### Primer caso
El primer caso extraoficial en el estado de Veracruz de Ignacio de la Llave fue el 15 de marzo de 2020; se trató de la hija de un empresario veracruzano Ramón Gómez Barquín: Fernanda Gómez de 22 años, el empresario realizó una publicación en Facebook donde afirmaba que su hija dio positivo en la prueba después de haber regresado de España y que toda su familia se quedó en aislamiento. 14 días después el 30 de marzo de 2020, Ramón Gómez Barquín informó que su hija había sido dada de alta el 25 de marzo de 2020 pero no tuvo contacto con sus familiares hasta ese día.

## Cronología
| Casos de COVID-19 en Veracruz Muertes Recuperaciones Casos activos marabrmayjunjulagosepoctnovÚltimos 15 días | Casos de COVID-19 en Veracruz Muertes Recuperaciones Casos activos marabrmayjunjulagosepoctnovÚltimos 15 días | Casos de COVID-19 en Veracruz Muertes Recuperaciones Casos activos marabrmayjunjulagosepoctnovÚltimos 15 días | Casos de COVID-19 en Veracruz Muertes Recuperaciones Casos activos marabrmayjunjulagosepoctnovÚltimos 15 días | Casos de COVID-19 en Veracruz Muertes Recuperaciones Casos activos marabrmayjunjulagosepoctnovÚltimos 15 días |
| --- | --- | --- | --- | --- |
| Fecha | Fecha | | N.º de casos                                                                                                  | N.º de muertes                                                                                                |
| 2020-03-18 | 2020-03-18 | | 2(—) | |
| 2020-03-19 | 2020-03-19 | | 3(+50%) | |
| 2020-03-20 | 2020-03-20 | | 4(+33%) | |
| 2020-03-21 | 2020-03-21 | | 7(+75%) | |
| ⋮ | | | | |
| 2020-03-27 | 2020-03-27 | | 17(—) | |
| 2020-03-28 | 2020-03-28 | | 23(+35%) | |
| 2020-03-29 | 2020-03-29 | | 24(+4,3%) | 1(—) |
| 2020-03-30 | 2020-03-30 | | 26(+8,3%) | 1(=) |
| 2020-03-31 | 2020-03-31 | | 27(+3,8%) | 1(=) |
| 2020-04-01 | 2020-04-01 | | 28(+3,7%) | 1(=) |
| 2020-04-02 | 2020-04-02 | | 29(+3,6%) | 2(+100%) |
| 2020-04-03 | 2020-04-03 | | 35(+21%) | 3(+50%) |
| 2020-04-04 | 2020-04-04 | | 37(+5,7%) | 3(=) |
| 2020-04-05 | 2020-04-05 | | 40(+8,1%) | 3(=) |
| 2020-04-06 | 2020-04-06 | | 41(+2,5%) | 3(=) |
| 2020-04-07 | 2020-04-07 | | 46(+12%) | 3(=) |
| 2020-04-08 | 2020-04-08 | | 49(+6,5%) | 3(=) |
| 2020-04-09 | 2020-04-09 | | 54(+10%) | 3(=) |
| 2020-04-10 | 2020-04-10 | | 63(+17%) | 3(=) |
| 2020-04-11 | 2020-04-11 | | 73(+16%) | 3(=) |
| 2020-04-12 | 2020-04-12 | | 78(+6,8%) | 3(=) |
| 2020-04-13 | 2020-04-13 | | 82(+5,1%) | 5(+67%) |
| 2020-04-14 | 2020-04-14 | | 94(+15%) | 6(+20%) |
| 2020-04-15 | 2020-04-15 | | 106(+13%) | 6(=) |
| 2020-04-16 | 2020-04-16 | | 112(+5,7%) | 6(=) |
| 2020-04-17 | 2020-04-17 | | 121(+8%) | 7(+17%) |
| 2020-04-18 | 2020-04-18 | | 124(+2,5%) | 8(+14%) |
| 2020-04-19 | 2020-04-19 | | 146(+18%) | 9(+12%) |
| 2020-04-20 | 2020-04-20 | | 156(+6,8%) | 9(=) |
| 2020-04-21 | 2020-04-21 | | 176(+13%) | 13(+44%) |
| 2020-04-22 | 2020-04-22 | | 212(+20%) | 18(+38%) |
| 2020-04-23 | 2020-04-23 | | 250(+18%) | 22(+22%) |
| 2020-04-24 | 2020-04-24 | | 288(+15%) | 22(=) |
| 2020-04-25 | 2020-04-25 | | 319(+11%) | 23(+4,5%) |
| 2020-04-26 | 2020-04-26 | | 354(+11%) | 25(+8,7%) |
| 2020-04-27 | 2020-04-27 | | 423(+19%) | 31(+24%) |
| 2020-04-28 | 2020-04-28 | | 465(+9,9%) | 38(+23%) |
| 2020-04-29 | 2020-04-29 | | 514(+11%) | 42(+11%) |
| 2020-04-30 | 2020-04-30 | | 575(+12%) | 52(+24%) |
| 2020-05-01 | 2020-05-01 | | 617(+7,3%) | 56(+7,7%) |
| 2020-05-02 | 2020-05-02 | | 672(+8,9%) | 59(+5,4%) |
| 2020-05-03 | 2020-05-03 | | 705(+4,9%) | 65(+10%) |
| 2020-05-04 | 2020-05-04 | | 802(+14%) | 68(+4,6%) |
| 2020-05-05 | 2020-05-05 | | 836(+4,2%) | 79(+16%) |
| 2020-05-06 | 2020-05-06 | | 872(+4,3%) | 83(+5,1%) |
| 2020-05-07 | 2020-05-07 | | 959(+10%) | 99(+19%) |
| 2020-05-08 | 2020-05-08 | | 1049(+9,4%)                                                                                                   | 112(+13%) |
| 2020-05-09 | 2020-05-09 | | 1155(+10%) | 121(+8%) |
| 2020-05-10 | 2020-05-10 | | 1205(+4,3%)                                                                                                   | 123(+1,7%) |
| 2020-05-11 | 2020-05-11 | | 1352(+12%) | 135(+9,8%) |
| 2020-05-12 | 2020-05-12 | | 1497(+11%) | 155(+15%) |
| 2020-05-13 | 2020-05-13 | | 1574(+5,1%)                                                                                                   | 166(+7,1%) |
| 2020-05-14 | 2020-05-14 | | 1666(+5,8%)                                                                                                   | 195(+17%) |
| 2020-05-15 | 2020-05-15 | | 1700(+2%) | 222(+14%) |
| 2020-05-16 | 2020-05-16 | | 1805(+6,2%)                                                                                                   | 234(+5,4%) |
| 2020-05-17 | 2020-05-17 | | 1925(+6,6%)                                                                                                   | 239(+2,1%) |
| 2020-05-18 | 2020-05-18 | | 2039(+5,9%)                                                                                                   | 243(+1,7%) |
| 2020-05-19 | 2020-05-19 | | 2228(+9,3%)                                                                                                   | 270(+11%) |
| 2020-05-20 | 2020-05-20 | | 2298(+3,1%)                                                                                                   | 284(+5,2%) |
| 2020-05-21 | 2020-05-21 | | 2440(+6,2%)                                                                                                   | 303(+6,7%) |
| 2020-05-22 | 2020-05-22 | | 2607(+6,8%)                                                                                                   | 348(+15%) |
| 2020-05-23 | 2020-05-23 | | 2699(+3,5%)                                                                                                   | 358(+2,9%) |
| 2020-05-24 | 2020-05-24 | | 2774(+2,8%)                                                                                                   | 378(+5,6%) |
| 2020-05-25 | 2020-05-25 | | 2949(+6,3%)                                                                                                   | 386(+2,1%) |
| 2020-05-26 | 2020-05-26 | | 3261(+11%) | 431(+12%) |
| 2020-05-27 | 2020-05-27 | | 3383(+3,7%)                                                                                                   | 447(+3,7%) |
| 2020-05-28 | 2020-05-28 | | 3479(+2,8%)                                                                                                   | 478(+6,9%) |
| 2020-05-29 | 2020-05-29 | | 3566(+2,5%)                                                                                                   | 515(+7,7%) |
| 2020-05-30 | 2020-05-30 | | 3624(+1,6%)                                                                                                   | 524(+1,7%) |
| 2020-05-31 | 2020-05-31 | | 3717(+2,6%)                                                                                                   | 538(+2,7%) |
| 2020-06-01 | 2020-06-01 | | 4008(+7,8%)                                                                                                   | 558(+3,7%) |
| 2020-06-02 | 2020-06-02 | | 4311(+7,6%)                                                                                                   | 600(+7,5%) |
| 2020-06-03 | 2020-06-03 | | 4364(+1,2%)                                                                                                   | 667(+11%) |
| 2020-06-04 | 2020-06-04 | | 4593(+5,2%)                                                                                                   | 703(+5,4%) |
| 2020-06-05 | 2020-06-05 | | 4871(+6,1%)                                                                                                   | 741(+5,4%) |
| 2020-06-06 | 2020-06-06 | | 5007(+2,8%)                                                                                                   | 769(+3,8%) |
| 2020-06-07 | 2020-06-07 | | 5136(+2,6%)                                                                                                   | 771(+0,26%)                                                                                                   |
| 2020-06-08 | 2020-06-08 | | 5283(+2,9%)                                                                                                   | 794(+3%) |
| 2020-06-09 | 2020-06-09 | | 5529(+4,7%)                                                                                                   | 838(+5,5%) |
| 2020-06-10 | 2020-06-10 | | 5751(+4%) | 892(+6,4%) |
| 2020-06-11 | 2020-06-11 | | 5913(+2,8%)                                                                                                   | 935(+4,8%) |
| 2020-06-12 | 2020-06-12 | | 6133(+3,7%)                                                                                                   | 962(+2,9%) |
| 2020-06-13 | 2020-06-13 | | 6245(+1,8%)                                                                                                   | 1000(+4%) |
| 2020-06-14 | 2020-06-14 | | 6550(+4,9%)                                                                                                   | 1039(+3,9%)                                                                                                   |
| 2020-06-15 | 2020-06-15 | | 6754(+3,1%)                                                                                                   | 1067(+2,7%)                                                                                                   |
| 2020-06-16 | 2020-06-16 | | 6976(+3,3%)                                                                                                   | 1117(+4,7%)                                                                                                   |
| 2020-06-17 | 2020-06-17 | | 7235(+3,7%)                                                                                                   | 1151(+3%) |
| 2020-06-18 | 2020-06-18 | | 7403(+2,3%)                                                                                                   | 1189(+3,3%)                                                                                                   |
| 2020-06-19 | 2020-06-19 | | 7589(+2,5%)                                                                                                   | 1225(+3%) |
| 2020-06-20 | 2020-06-20 | | 7780(+2,5%)                                                                                                   | 1247(+1,8%)                                                                                                   |
| 2020-06-21 | 2020-06-21 | | 8129(+4,5%)                                                                                                   | 1275(+2,2%)                                                                                                   |
| 2020-06-22 | 2020-06-22 | | 8422(+3,6%)                                                                                                   | 1295(+1,6%)                                                                                                   |
| 2020-06-23 | 2020-06-23 | | 8664(+2,9%)                                                                                                   | 1364(+5,3%)                                                                                                   |
| 2020-06-24 | 2020-06-24 | | 8848(+2,1%)                                                                                                   | 1405(+3%) |
| 2020-06-25 | 2020-06-25 | | 9169(+3,6%)                                                                                                   | 1429(+1,7%)                                                                                                   |
| 2020-06-26 | 2020-06-26 | | 9520(+3,8%)                                                                                                   | 1460(+2,2%)                                                                                                   |
| 2020-06-27 | 2020-06-27 | | 9696(+1,8%)                                                                                                   | 1488(+1,9%)                                                                                                   |
| 2020-06-28 | 2020-06-28 | | 9802(+1,1%)                                                                                                   | 1508(+1,3%)                                                                                                   |
| 2020-06-29 | 2020-06-29 | | 9973(+1,7%)                                                                                                   | 1553(+3%) |
| 2020-06-30 | 2020-06-30 | | 10 173(+2%)                                                                                                   | 1578(+1,6%)                                                                                                   |
| 2020-07-01 | 2020-07-01 | | 10 518(+3,4%)                                                                                                 | 1625(+3%) |
| 2020-07-02 | 2020-07-02 | | 10 671(+1,5%)                                                                                                 | 1666(+2,5%)                                                                                                   |
| 2020-07-03 | 2020-07-03 | | 10 894(+2,1%)                                                                                                 | 1689(+1,4%)                                                                                                   |
| 2020-07-04 | 2020-07-04 | | 11 477(+5,4%)                                                                                                 | 1753(+3,8%)                                                                                                   |
| 2020-07-05 | 2020-07-05 | | 11 571(+0,82%)                                                                                                | 1758(+0,29%)                                                                                                  |
| 2020-07-06 | 2020-07-06 | | 11 979(+3,5%)                                                                                                 | 1779(+1,2%)                                                                                                   |
| 2020-07-07 | 2020-07-07 | | 12 341(+3%)                                                                                                   | 1836(+3,2%)                                                                                                   |
| 2020-07-08 | 2020-07-08 | | 12 739(+3,2%)                                                                                                 | 1879(+2,3%)                                                                                                   |
| 2020-07-09 | 2020-07-09 | | 13 032(+2,3%)                                                                                                 | 1924(+2,4%)                                                                                                   |
| 2020-07-10 | 2020-07-10 | | 13 293(+2%)                                                                                                   | 1962(+2%) |
| 2020-07-11 | 2020-07-11 | | 13 610(+2,4%)                                                                                                 | 1979(+0,87%)                                                                                                  |
| 2020-07-12 | 2020-07-12 | | 13 782(+1,3%)                                                                                                 | 1998(+0,96%)                                                                                                  |
| 2020-07-13 | 2020-07-13 | | 14 039(+1,9%)                                                                                                 | 2022(+1,2%)                                                                                                   |
| 2020-07-14 | 2020-07-14 | | 14 594(+4%)                                                                                                   | 2061(+1,9%)                                                                                                   |
| 2020-07-15 | 2020-07-15 | | 15 073(+3,3%)                                                                                                 | 2094(+1,6%)                                                                                                   |
| 2020-07-16 | 2020-07-16 | | 15 376(+2%)                                                                                                   | 2136(+2%) |
| 2020-07-17 | 2020-07-17 | | 15 901(+3,4%)                                                                                                 | 2170(+1,6%)                                                                                                   |
| 2020-07-18 | 2020-07-18 | | 16 339(+2,8%)                                                                                                 | 2193(+1,1%)                                                                                                   |
| 2020-07-19 | 2020-07-19 | | 16 795(+2,8%)                                                                                                 | 2200(+0,32%)                                                                                                  |
| 2020-07-20 | 2020-07-20 | | 17 172(+2,2%)                                                                                                 | 2224(+1,1%)                                                                                                   |
| 2020-07-21 | 2020-07-21 | | 17 406(+1,4%)                                                                                                 | 2304(+3,6%)                                                                                                   |
| 2020-07-22 | 2020-07-22 | | 17 610(+1,2%)                                                                                                 | 2343(+1,7%)                                                                                                   |
| 2020-07-23 | 2020-07-23 | | 18 065(+2,6%)                                                                                                 | 2383(+1,7%)                                                                                                   |
| 2020-07-24 | 2020-07-24 | | 18 463(+2,2%)                                                                                                 | 2468(+3,6%)                                                                                                   |
| 2020-07-25 | 2020-07-25 | | 18 687(+1,2%)                                                                                                 | 2524(+2,3%)                                                                                                   |
| 2020-07-26 | 2020-07-26 | | 18 974(+1,5%)                                                                                                 | 2547(+0,91%)                                                                                                  |
| 2020-07-27 | 2020-07-27 | | 19 535(+3%)                                                                                                   | 2560(+0,51%)                                                                                                  |
| 2020-07-28 | 2020-07-28 | | 20 009(+2,4%)                                                                                                 | 2661(+3,9%)                                                                                                   |
| 2020-07-29 | 2020-07-29 | | 20 264(+1,3%)                                                                                                 | 2700(+1,5%)                                                                                                   |
| 2020-07-30 | 2020-07-30 | | 20 605(+1,7%)                                                                                                 | 2743(+1,6%)                                                                                                   |
| 2020-07-31 | 2020-07-31 | | 20 852(+1,2%)                                                                                                 | 2796(+1,9%)                                                                                                   |
| 2020-08-01 | 2020-08-01 | | 21 582(+3,5%)                                                                                                 | 2849(+1,9%)                                                                                                   |
| 2020-08-02 | 2020-08-02 | | 21 663(+0,38%)                                                                                                | 2864(+0,53%)                                                                                                  |
| 2020-08-03 | 2020-08-03 | | 22 005(+1,6%)                                                                                                 | 2875(+0,38%)                                                                                                  |
| 2020-08-04 | 2020-08-04 | | 22 178(+0,79%)                                                                                                | 2919(+1,5%)                                                                                                   |
| 2020-08-05 | 2020-08-05 | | 22 518(+1,5%)                                                                                                 | 2957(+1,3%)                                                                                                   |
| 2020-08-06 | 2020-08-06 | | 22 953(+1,9%)                                                                                                 | 3000(+1,5%)                                                                                                   |
| 2020-08-07 | 2020-08-07 | | 23 131(+0,78%)                                                                                                | 3045(+1,5%)                                                                                                   |
| 2020-08-08 | 2020-08-08 | | 23 491(+1,6%)                                                                                                 | 3074(+0,95%)                                                                                                  |
| 2020-08-09 | 2020-08-09 | | 23 694(+0,86%)                                                                                                | 3077(+0,1%)                                                                                                   |
| 2020-08-10 | 2020-08-10 | | 24 039(+1,5%)                                                                                                 | 3117(+1,3%)                                                                                                   |
| 2020-08-11 | 2020-08-11 | | 24 443(+1,7%)                                                                                                 | 3154(+1,2%)                                                                                                   |
| 2020-08-12 | 2020-08-12 | | 24 687(+1%)                                                                                                   | 3197(+1,4%)                                                                                                   |
| 2020-08-13 | 2020-08-13 | | 24 924(+0,96%)                                                                                                | 3266(+2,2%)                                                                                                   |
| 2020-08-14 | 2020-08-14 | | 25 033(+0,44%)                                                                                                | 3300(+1%) |
| 2020-08-15 | 2020-08-15 | | 25 325(+1,2%)                                                                                                 | 3327(+0,82%)                                                                                                  |
| 2020-08-16 | 2020-08-16 | | 25 679(+1,4%)                                                                                                 | 3343(+0,48%)                                                                                                  |
| 2020-08-17 | 2020-08-17 | | 25 928(+0,97%)                                                                                                | 3350(+0,21%)                                                                                                  |
| 2020-08-18 | 2020-08-18 | | 26 077(+0,57%)                                                                                                | 3395(+1,3%)                                                                                                   |
| 2020-08-19 | 2020-08-19 | | 26 192(+0,44%)                                                                                                | 3421(+0,77%)                                                                                                  |
| 2020-08-20 | 2020-08-20 | | 26 372(+0,69%)                                                                                                | 3460(+1,1%)                                                                                                   |
| 2020-08-21 | 2020-08-21 | | 26 467(+0,36%)                                                                                                | 3487(+0,78%)                                                                                                  |
| 2020-08-22 | 2020-08-22 | | 26 873(+1,5%)                                                                                                 | 3529(+1,2%)                                                                                                   |
| 2020-08-23 | 2020-08-23 | | 26 971(+0,36%)                                                                                                | 3532(+0,09%)                                                                                                  |
| 2020-08-24 | 2020-08-24 | | 27 301(+1,2%)                                                                                                 | 3585(+1,5%)                                                                                                   |
| 2020-08-25 | 2020-08-25 | | 27 385(+0,31%)                                                                                                | 3627(+1,2%)                                                                                                   |
| 2020-08-26 | 2020-08-26 | | 27 520(+0,49%)                                                                                                | 3648(+0,58%)                                                                                                  |
| 2020-08-27 | 2020-08-27 | | 27 669(+0,54%)                                                                                                | 3671(+0,63%)                                                                                                  |
| 2020-08-28 | 2020-08-28 | | 27 804(+0,49%)                                                                                                | 3695(+0,65%)                                                                                                  |
| 2020-08-29 | 2020-08-29 | | 27 985(+0,65%)                                                                                                | 3716(+0,57%)                                                                                                  |
| 2020-08-30 | 2020-08-30 | | 28 168(+0,65%)                                                                                                | 3723(+0,19%)                                                                                                  |
| 2020-08-31 | 2020-08-31 | | 28 264(+0,34%)                                                                                                | 3741(+0,48%)                                                                                                  |
| 2020-09-01 | 2020-09-01 | | 28 581(+1,1%)                                                                                                 | 3778(+0,99%)                                                                                                  |
| 2020-09-02 | 2020-09-02 | | 28 734(+0,54%)                                                                                                | 3801(+0,61%)                                                                                                  |
| 2020-09-03 | 2020-09-03 | | 28 929(+0,68%)                                                                                                | 3816(+0,39%)                                                                                                  |
| 2020-09-04 | 2020-09-04 | | 29 135(+0,71%)                                                                                                | 3852(+0,94%)                                                                                                  |
| 2020-09-05 | 2020-09-05 | | 29 328(+0,66%)                                                                                                | 3861(+0,23%)                                                                                                  |
| 2020-09-06 | 2020-09-06 | | 29 544(+0,74%)                                                                                                | 3877(+0,41%)                                                                                                  |
| 2020-09-07 | 2020-09-07 | | 29 735(+0,65%)                                                                                                | 3885(+0,21%)                                                                                                  |
| 2020-09-08 | 2020-09-08 | | 29 928(+0,65%)                                                                                                | 3917(+0,82%)                                                                                                  |
| 2020-09-09 | 2020-09-09 | | 30 077(+0,5%)                                                                                                 | 3934(+0,43%)                                                                                                  |
| 2020-09-10 | 2020-09-10 | | 30 326(+0,83%)                                                                                                | 3964(+0,76%)                                                                                                  |
| 2020-09-11 | 2020-09-11 | | 30 504(+0,59%)                                                                                                | 4003(+0,98%)                                                                                                  |
| 2020-09-12 | 2020-09-12 | | 30 788(+0,93%)                                                                                                | 4021(+0,45%)                                                                                                  |
| 2020-09-13 | 2020-09-13 | | 30 870(+0,27%)                                                                                                | 4033(+0,3%)                                                                                                   |
| 2020-09-14 | 2020-09-14 | | 31 055(+0,6%)                                                                                                 | 4037(+0,1%)                                                                                                   |
| 2020-09-15 | 2020-09-15 | | 31 306(+0,81%)                                                                                                | 4069(+0,79%)                                                                                                  |
| 2020-09-16 | 2020-09-16 | | 31 368(+0,2%)                                                                                                 | 4090(+0,52%)                                                                                                  |
| 2020-09-17 | 2020-09-17 | | 31 379(+0,04%)                                                                                                | 4096(+0,15%)                                                                                                  |
| 2020-09-18 | 2020-09-18 | | 31 562(+0,58%)                                                                                                | 4124(+0,68%)                                                                                                  |
| 2020-09-19 | 2020-09-19 | | 31 685(+0,39%)                                                                                                | 4144(+0,48%)                                                                                                  |
| 2020-09-20 | 2020-09-20 | | 31 740(+0,17%)                                                                                                | 4148(+0,1%)                                                                                                   |
| 2020-09-21 | 2020-09-21 | | 31 976(+0,74%)                                                                                                | 4160(+0,29%)                                                                                                  |
| 2020-09-22 | 2020-09-22 | | 32 176(+0,63%)                                                                                                | 4185(+0,6%)                                                                                                   |
| 2020-09-23 | 2020-09-23 | | 32 264(+0,27%)                                                                                                | 4210(+0,6%)                                                                                                   |
| 2020-09-24 | 2020-09-24 | | 32 392(+0,4%)                                                                                                 | 4237(+0,64%)                                                                                                  |
| 2020-09-25 | 2020-09-25 | | 32 665(+0,84%)                                                                                                | 4252(+0,35%)                                                                                                  |
| 2020-09-26 | 2020-09-26 | | 32 803(+0,42%)                                                                                                | 4286(+0,8%)                                                                                                   |
| 2020-09-27 | 2020-09-27 | | 32 951(+0,45%)                                                                                                | 4290(+0,09%)                                                                                                  |
| 2020-09-28 | 2020-09-28 | | 33 109(+0,48%)                                                                                                | 4293(+0,07%)                                                                                                  |
| 2020-09-29 | 2020-09-29 | | 33 316(+0,63%)                                                                                                | 4314(+0,49%)                                                                                                  |
| 2020-09-30 | 2020-09-30 | | 33 374(+0,17%)                                                                                                | 4331(+0,39%)                                                                                                  |
| 2020-10-01 | 2020-10-01 | | 33 477(+0,31%)                                                                                                | 4371(+0,92%)                                                                                                  |
| 2020-10-02 | 2020-10-02 | | 33 612(+0,4%)                                                                                                 | 4438(+1,5%)                                                                                                   |
| 2020-10-03 | 2020-10-03 | | 33 705(+0,28%)                                                                                                | 4459(+0,47%)                                                                                                  |
| 2020-10-04 | 2020-10-04 | | 33 809(+0,31%)                                                                                                | 4461(+0,04%)                                                                                                  |
| 2020-10-05 | 2020-10-05 | | 34 233(+1,3%)                                                                                                 | 4462(+0,02%)                                                                                                  |
| 2020-10-06 | 2020-10-06 | | 34 422(+0,55%)                                                                                                | 4480(+0,4%)                                                                                                   |
| 2020-10-07 | 2020-10-07 | | 34 471(+0,14%)                                                                                                | 4492(+0,27%)                                                                                                  |
| 2020-10-08 | 2020-10-08 | | 34 585(+0,33%)                                                                                                | 4573(+1,8%)                                                                                                   |
| 2020-10-09 | 2020-10-09 | | 34 678(+0,27%)                                                                                                | 4593(+0,44%)                                                                                                  |
| 2020-10-10 | 2020-10-10 | | 34 832(+0,44%)                                                                                                | 4613(+0,44%)                                                                                                  |
| 2020-10-11 | 2020-10-11 | | 34 949(+0,34%)                                                                                                | 4617(+0,09%)                                                                                                  |
| 2020-10-12 | 2020-10-12 | | 35 089(+0,4%)                                                                                                 | 4621(+0,09%)                                                                                                  |
| 2020-10-13 | 2020-10-13 | | 35 245(+0,44%)                                                                                                | 4644(+0,5%)                                                                                                   |
| 2020-10-14 | 2020-10-14 | | 35 277(+0,09%)                                                                                                | 4655(+0,24%)                                                                                                  |
| 2020-10-15 | 2020-10-15 | | 35 587(+0,88%)                                                                                                | 4692(+0,79%)                                                                                                  |
| 2020-10-16 | 2020-10-16 | | 35 608(+0,06%)                                                                                                | 4739(+1%) |
| 2020-10-17 | 2020-10-17 | | 35 724(+0,33%)                                                                                                | 4756(+0,36%)                                                                                                  |
| 2020-10-18 | 2020-10-18 | | 35 817(+0,26%)                                                                                                | 4758(+0,04%)                                                                                                  |
| 2020-10-19 | 2020-10-19 | | 35 970(+0,43%)                                                                                                | 4762(+0,08%)                                                                                                  |
| 2020-10-20 | 2020-10-20 | | 36 044(+0,21%)                                                                                                | 4780(+0,38%)                                                                                                  |
| 2020-10-21 | 2020-10-21 | | 36 161(+0,32%)                                                                                                | 4787(+0,15%)                                                                                                  |
| 2020-10-22 | 2020-10-22 | | 36 246(+0,24%)                                                                                                | 4794(+0,15%)                                                                                                  |
| 2020-10-23 | 2020-10-23 | | 36 342(+0,26%)                                                                                                | 4813(+0,4%)                                                                                                   |
| 2020-10-24 | 2020-10-24 | | 36 482(+0,39%)                                                                                                | 4833(+0,42%)                                                                                                  |
| 2020-10-25 | 2020-10-25 | | 36 609(+0,35%)                                                                                                | 4837(+0,08%)                                                                                                  |
| 2020-10-26 | 2020-10-26 | | 36 708(+0,27%)                                                                                                | 4838(+0,02%)                                                                                                  |
| 2020-10-27 | 2020-10-27 | | 36 745(+0,1%)                                                                                                 | 4859(+0,43%)                                                                                                  |
| 2020-10-28 | 2020-10-28 | | 36 800(+0,15%)                                                                                                | 4885(+0,54%)                                                                                                  |
| 2020-10-29 | 2020-10-29 | | 36 908(+0,29%)                                                                                                | 4907(+0,45%)                                                                                                  |
| 2020-10-30 | 2020-10-30 | | 36 964(+0,15%)                                                                                                | 4926(+0,39%)                                                                                                  |
| 2020-10-31 | | | | |
| 2020-11-01 | 2020-11-01 | | 37 235(—) | 4966(—) |
| 2020-11-02 | 2020-11-02 | | 37 269(+0,09%)                                                                                                | 4971(+0,1%)                                                                                                   |
| 2020-11-03 | 2020-11-03 | | 37 417(+0,4%)                                                                                                 | 4982(+0,22%)                                                                                                  |
| 2020-11-04 | 2020-11-04 | | 37 468(+0,14%)                                                                                                | 5016(+0,68%)                                                                                                  |
| 2020-11-05 | 2020-11-05 | | 37 579(+0,3%)                                                                                                 | 5068(+1%) |
| 2020-11-06 | 2020-11-06 | | 37 650(+0,19%)                                                                                                | 5099(+0,61%)                                                                                                  |
| 2020-11-07 | 2020-11-07 | | 37 814(+0,44%)                                                                                                | 5106(+0,14%)                                                                                                  |
| 2020-11-08 | 2020-11-08 | | 37 948(+0,35%)                                                                                                | 5110(+0,08%)                                                                                                  |
| 2020-11-09 | 2020-11-09 | | 38 052(+0,27%)                                                                                                | 5114(+0,08%)                                                                                                  |
| 2020-11-10 | 2020-11-10 | | 38 084(+0,08%)                                                                                                | 5145(+0,61%)                                                                                                  |
| 2020-11-11 | 2020-11-11 | | 38 132(+0,13%)                                                                                                | 5168(+0,45%)                                                                                                  |
| Fuente: - Secretaría de Salud (2020).                                                                         | | | | |

### Febrero
- 29 de febrero: Se presentan los primeros dos casos sospechosos de portar el virus SARS-CoV-2 en la entidad.[30][31]

### Marzo

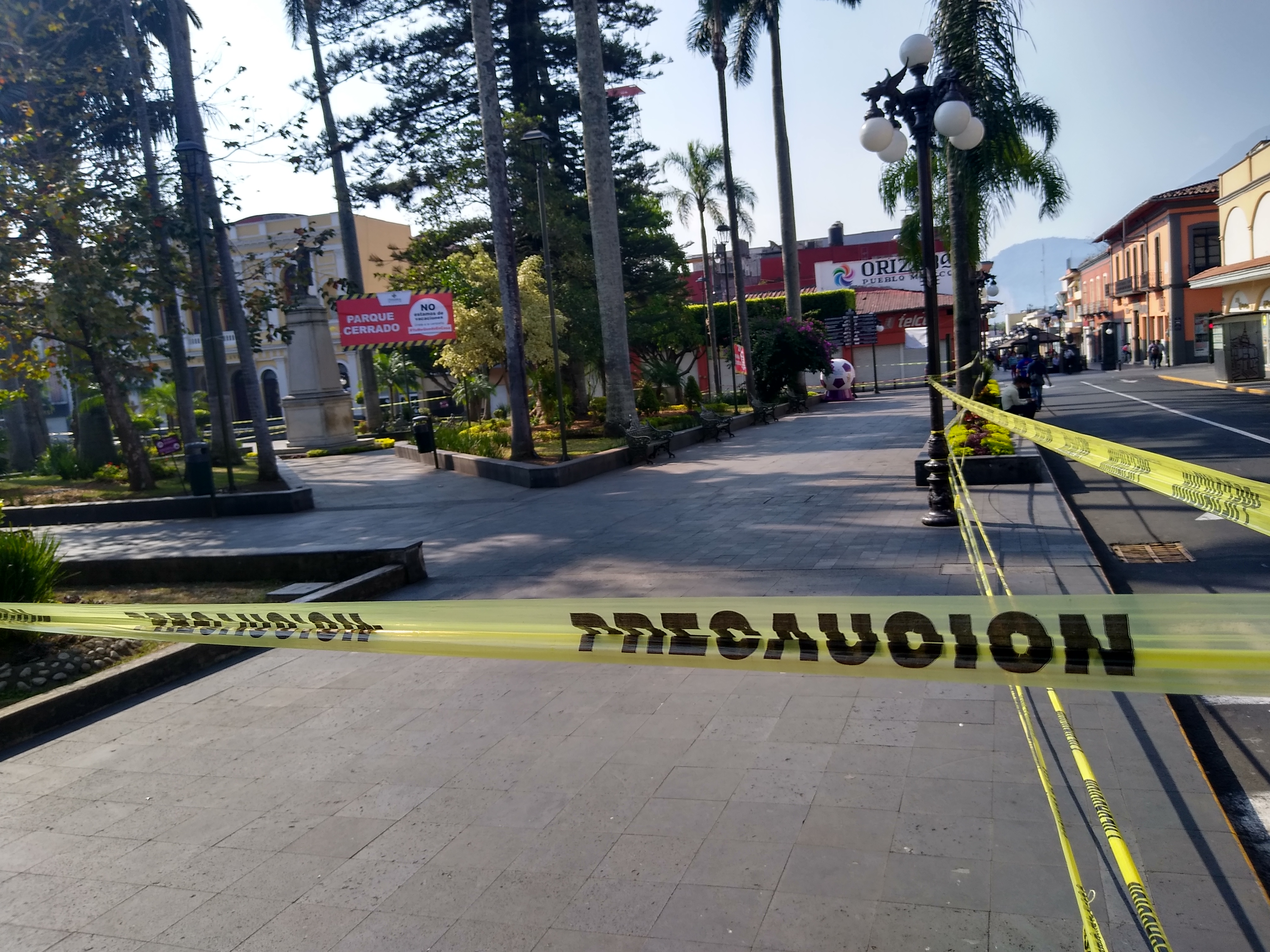
Parque Castillo en Orizaba cerrado por COVID-19.

- 18 de marzo: Se detectan los primeros dos casos de COVID-19 en la entidad en el municipio de Veracruz siendo dos jóvenes de 22 y 24 años que regresaron de España.[9]
- 20 de marzo: Se confirma el primer caso en el municipio de Ixtaczoquitlán, siendo el tercer municipio en reportar casos, además se confirman 4 casos en el estado.[43]
- 26 de marzo: Se confirma el primer caso en el municipio de Coatzacoalcos, siendo el cuarto municipio en confirmar algún caso, además se confirman 14 casos en el estado.[44]
- 27 de marzo: Se confirman los primeros dos casos en el municipio de Poza Rica de Hidalgo y el primer caso en la capital del estado Xalapa-Enríquez, ya siendo 6 municipios que confirman casos, además se confirman 21 casos positivos en el estado.[45] Además el estado de Veracruz registra 10 contagios en un lapso de 24 horas, siendo este el mayor registro de casos confirmados en un día hasta ese momento.
- 29 de marzo: Muere el primer paciente por COVID-19 en la entidad en el municipio de Tlacotalpan,[10] era un hombre de 53 años originario de ese municipio. Veracruz reportaba ya 26 casos confirmados.[46]
- 30 de marzo: Se confirma el primer caso en el municipio de Fortín, siendo el octavo municipio en confirmar algún caso, además se confirman 27 casos en el estado.[47]

### Abril

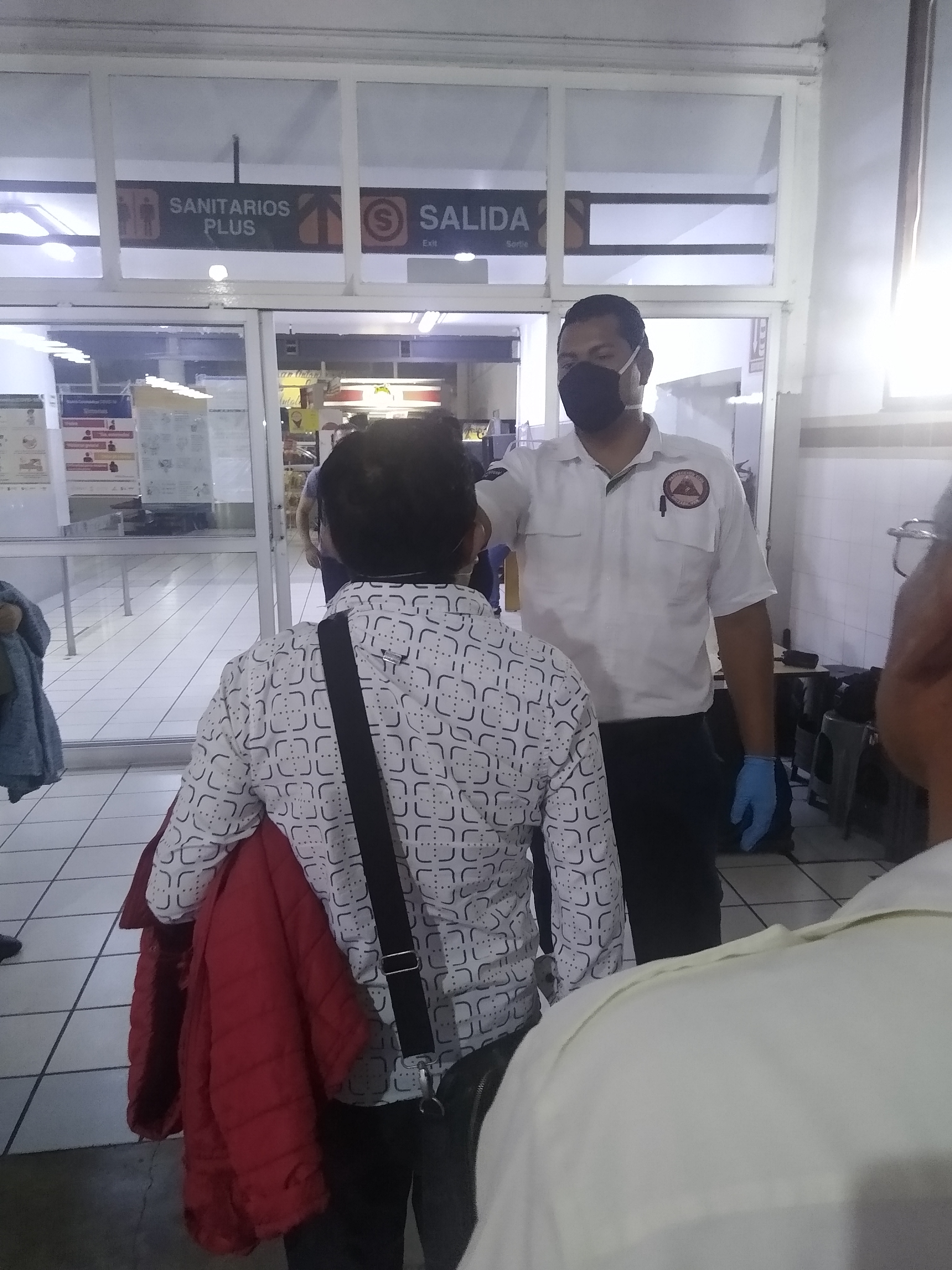
Revisión de pasajeros en terminal de autobuses de Orizaba por parte de Protección Civil.

- 2 de abril: Se confirma el primer caso en el municipio de Perote, siendo el noveno municipio en confirmar algún caso, además se confirman 30 casos en el estado.[48]
- 3 de abril: Se confirman el primer caso en 3 municipios en un día: La Antigua, Paso de Ovejas y Emiliano Zapato; siendo este último municipio donde se confirmó el segundo fallecimiento en el estado. Se confirman ya casos en 12 municipios y 35 casos confirmados.[49]
- 5 de abril: Se confirma el primer fallecimiento en el municipio de Poza Rica de Hidalgo siendo el la tercera muerte y el tercer municipio en reportar alguna muerte.[50] Siendo 40 casos confirmados en el estado.[51]
- 6 de abril: Se confirman el primer caso en 2 municipios en un día: Alvarado y Santiago Tuxtla. Se confirman casos ya en 14 municipios y 42 casos confirmados.[52]
- 7 de abril: Se confirman el primer caso en 2 municipios en un día: Río Blanco y Córdoba. Se confirman casos ya en 16 municipios y 47 casos confirmados.[53]
- 10 de abril: Se confirman el primer caso en 3 municipios en un día: Tantoyuca, Tuxpan y Úrsulo Galván. Se confirman casos ya en 19 municipios y 63 casos confirmados.[54]
- 11 de abril: Se confirma el primer caso en el municipio de Orizaba, siendo el vigésimo municipio en confirmar algún caso, además se confirman 68 casos en el estado.[55]
- 12 de abril: Se confirman el primer caso en 4 municipios en un día: Ixhuatlán del Café, Ixtaczoquitlán, Amatlán de los Reyes y José Azueta. Se confirman casos ya en 24 municipios y 79 casos confirmados.[56]
- 13 de abril: Se confirma el primer caso en el municipio de San Andrés Tuxtla, siendo el vigésimo quinto municipio en confirmar algún caso, además se confirman 81 casos en el estado.[57] El estado de Veracruz registra por primera vez 2 fallecimientos en un día.
- 14 de abril: Se confirman el primer caso en 2 municipios en un día: Coatepec y Coscomatepec. Además que fallecieron 2 pacientes en los municipios de Alvarado y Coatzacoalcos. Se confirman casos ya en 27 municipios, 94 casos confirmados y 5 fallecidos.[58] Además el estado de Veracruz registra 12 contagios en un lapso de 24 horas, siendo este el mayor registro de casos confirmados en un día hasta ese momento.
- 15 de abril: Se confirma el primer caso en el municipio de Medellín, siendo el vigésimo octavo municipio en confirmar algún caso. Además de que se confirmó el primer fallecimiento en el municipio de Veracruz. Se confirman 106 casos en el estado.[59]
- 16 de abril: Se confirma el primer caso en el municipio de Tres Valles, siendo el vigésimo noveno municipio en confirmar algún caso, además se confirman 112 casos confirmado y 7 fallecimientos en el estado.[60]
- 17 de abril: Se confirman el primer caso en 2 municipios en un día: Martínez de la Torre y Minatitlán. Se confirman casos ya en 32 municipios y 121 casos confirmados.[61]
- 19 de abril: El estado de Veracruz registra 22 contagios en un lapso de 24 horas, siendo este el mayor registro de casos confirmados en un día hasta ese momento.
- 21 de abril: A nivel nacional se ha decretado Fase 3 de la pandemia.[62] Se confirman 180 casos confirmados en la entidad en 43 municipios y 16 fallecimientos en 11 municipios.[63] Además el estado de Veracruz registra 4 fallecimientos en un lapso de 24 horas, siendo este el mayor registro de fallecimientos en un día hasta ese momento.
- 22 de abril: Se confirman casos en 4 municipios más y sumando 47 municipios así sumando 212 casos positivos y reportando 3 fallecimientos nuevos en un día sumando 19 muertos.[64] El estado de Veracruz registra 5 fallecimientos en un lapso de 24 horas, siendo este el mayor registro de fallecimientos en un día hasta ese momento. Además de que registra 37 contagios nuevos, siendo el mayor registro en 24 horas hasta ese día.
- 23 de abril: Se confirman casos en 3 municipios más y sumando 50 municipios así sumando 250 casos positivos y reportando 3 fallecimientos nuevos en un día sumando 22 muertos.[65] Además de que registra 38 contagios nuevos, siendo el mayor registro en 24 horas hasta ese día.
- 26 de abril: El estado de Veracruz registra 6 fallecimientos en un lapso de 24 horas, siendo este el mayor registro de fallecimientos en un día hasta ese momento.
- 27 de abril: El estado de Veracruz registra 7 fallecimientos en un lapso de 24 horas, siendo este el mayor registro de fallecimientos en un día hasta ese momento. Además de que registra 69 contagios nuevos, siendo el mayor registro en 24 horas hasta ese día.
- 30 de abril: El estado de Veracruz registra 10 fallecimientos en un lapso de 24 horas, siendo este el mayor registro de fallecimientos en un día hasta ese momento.

### Mayo

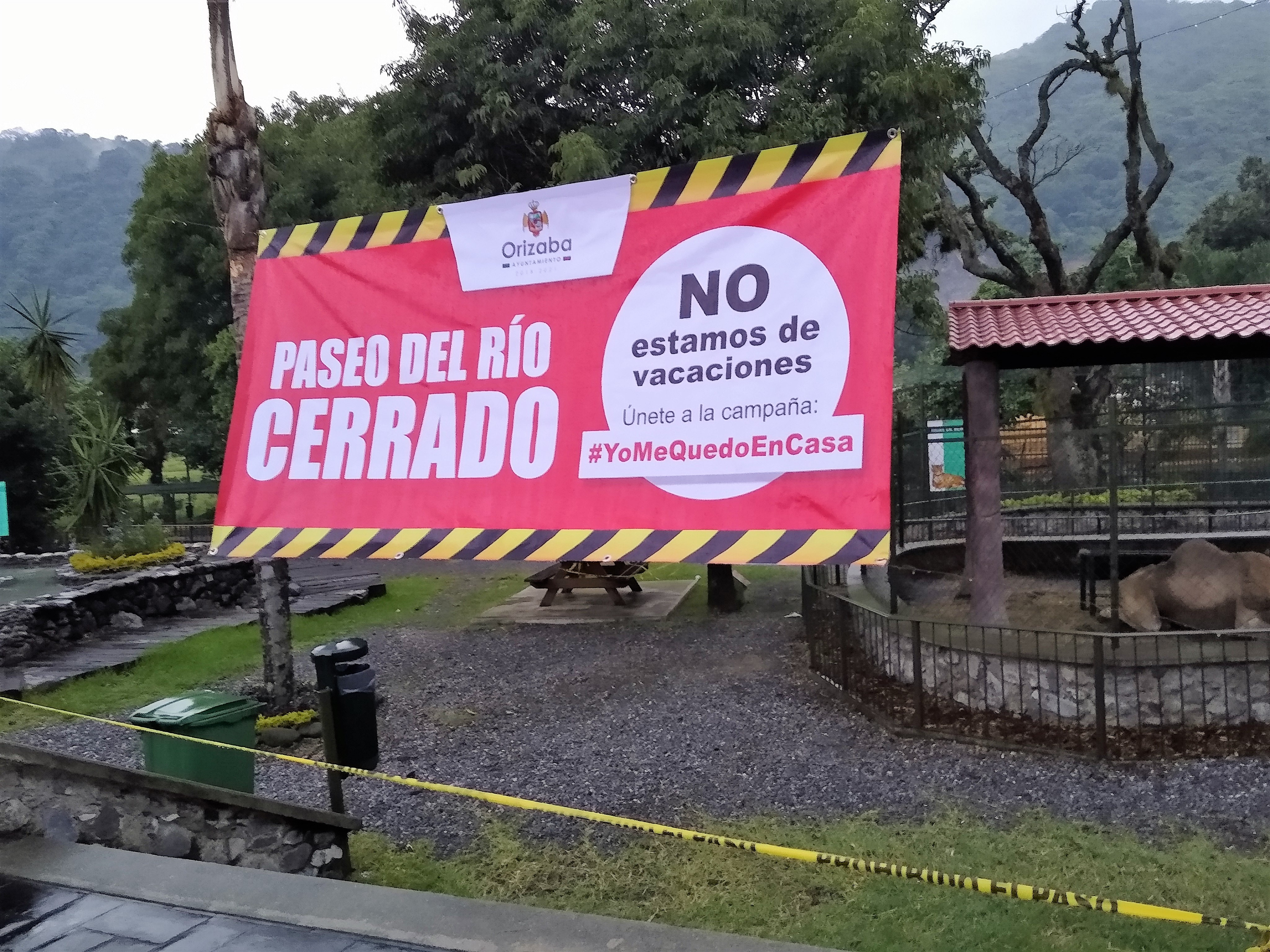
Anuncio de parque cerrado en el Río Orizaba por COVID-19.

- 4 de mayo: El estado de Veracruz registra 11 fallecimientos en un lapso de 24 horas, siendo este el mayor registro de fallecimientos en un día hasta ese momento. Además de que registra 97 contagios nuevos, siendo el mayor registro en 24 horas hasta ese día.
- 7 de mayo: El estado de Veracruz registra 16 fallecimientos en un lapso de 24 horas, siendo este el mayor registro de fallecimientos en un día hasta ese momento.
- 8 de mayo: El ayuntamiento de Veracruz clausura un establecimiento de Little Caesars tras incumplimiento en diversas disposiciones relacionadas con el reglamento municipal para combatir el COVID-19.[66]
- 9 de mayo: El estado de Veracruz registra 106 contagios en un lapso de 24 horas, siendo este el mayor registro de casos confirmados en un día hasta ese momento.
- 11 de mayo: El estado de Veracruz registra 147 contagios en un lapso de 24 horas, siendo este el mayor registro de casos confirmados en un día hasta ese momento.
- 12 de mayo: El estado de Veracruz registra 20 fallecimientos en un lapso de 24 horas, siendo este el mayor registro de fallecimientos en un día hasta ese momento.
- 14 de mayo: El estado de Veracruz registra 29 fallecimientos en un lapso de 24 horas, siendo este el mayor registro de fallecimientos en un día hasta ese momento.
- 19 de mayo: La Procuraduría Estatal de Protección al Medio Ambiente del estado de Veracruz clausuró el relleno sanitario del municipio de Poza Rica de Hidalgo por riesgos sanitarios.[67] Además el estado de Veracruz registra 189 contagios en un lapso de 24 horas, siendo este el mayor registro de casos confirmados en un día hasta ese momento.
- 22 de mayo: El estado de Veracruz registra 45 fallecimientos en un lapso de 24 horas, siendo este el mayor registro de fallecimientos en un día hasta ese momento.
- 24 de mayo: El alcalde de Playa Vicente Gabriel Antonio Álvarez López da positivo.[68]
- 26 de mayo: El estado de Veracruz registra 312 contagios en un lapso de 24 horas, siendo este el mayor registro de casos confirmados en un día hasta ese momento.
- 31 de mayo: El estado de Veracruz se ubica como el cuarto estado con más casos confirmados en México tan solo superado por Baja California, Estado de México y Ciudad de México.[69]

### Junio
- 3 de junio: El estado de Veracruz registra 67 fallecimientos en un lapso de 24 horas, siendo este el mayor registro de fallecimientos en un día hasta ese momento.
- 7 de junio: El municipio de Xalapa-Enríquez supera los 100 casos confirmados.[70]
- 13 de junio: El estado supera los mil fallecimientos en 95 municipios. Además llegó a 6 mil 248 casos confirmados.[71]
- 17 de junio: Se reporta el primer caso de una persona con COVID-19 y Dengue siendo el periodista Ángel Salazar del medio Imagen que Cautiva en la localidad de Tuxpan de Rodríguez Cano, siendo el estado de Veracruz solo unos días después de Yucatán, los medios de comunicación nombraron a esta condición como «COVIDENGUE».[72][73]
- 19 de junio: El municipio de Poza Rica de Hidalgo supera los 100 fallecimientos.[74]
- 21 de junio: El estado de Veracruz registra 349 contagios en un lapso de 24 horas, siendo este el mayor registro de casos confirmados en un día hasta ese momento.
- 23 de junio: A las 10:29 hora local (15:29 GMT) se registró un terremoto con epicentro a 23 kilómetros al sur de Crucecita, Oaxaca.[75] El Servicio Geológico de los Estados Unidos lo cataloga con una magnitud de 7.4 Mw con una profundidad de 26,3 km y un epicentro a 12 km de Santa María Zapotitlán, Oaxaca.[76] Además el estado de Veracruz registra 69 fallecimientos en un lapso de 24 horas, siendo este el mayor registro de fallecimientos en un día hasta ese momento.
- 25 de junio: Los alcaldes de Coetzala y San Andrés Tuxtla Gerardo Tirso Acahua Apale y Octavio Pérez Garay respectivamente dan positivo a COVID-19.[77][78]
- 26 de junio:

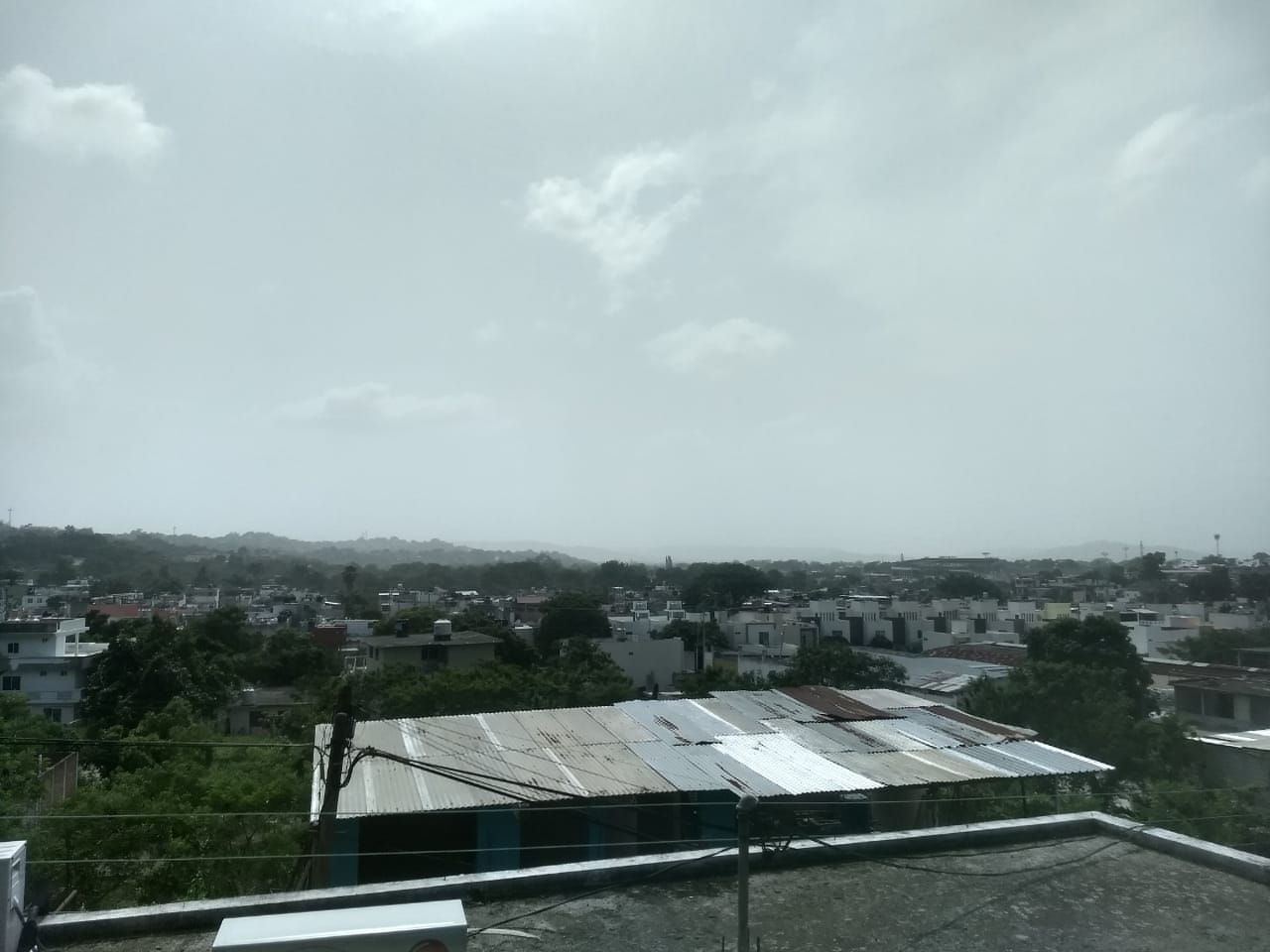
Fotografía de la ciudad de Poza Rica con la capa de aire sahariana.

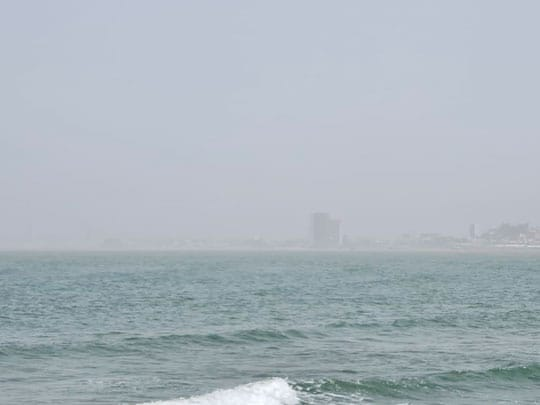
Fotografía de la ciudad de Veracruz con la capa de aire sahariana.

El Centro Nacional de Prevención de Desastres, dependencia de la Coordinación Nacional de Protección Civil, informó el 23 de junio que la nube de polvo del Sahara ya se encontraba sobre la península de Yucatán y preveía que afectara los estados de Veracruz, Tamaulipas, Nuevo León y Coahuila. Se trata de una nube marrón que oculta el cielo. Las partículas de polvo que cada año se levantan desde el desierto del Sahara puede afectar a personas con problemas respiratorios y complicar a quienes sufren enfermedades crónicas con asma, bronquitis o enfisema. La columna de polvo desértico recorrió aguas del océano Atlántico, sobre países como Puerto Rico, República Dominicana, las Antillas y Venezuela.
El 26 de junio llegó la capa de aire sahariana al estado de Veracruz reportándose en varios municipios; el subsecretario Hugo López-Gatell Ramírez advirtió que las partículas del polvo del Sahara pueden incrementar la mortalidad en personas que padecen enfermedades crónicas y enfermedades cardíacas crónicas exhortando a la población a exponerse si sufren alguna de estas condiciones. Así reportándose la presencia de la capa de aire en 53 de los 212 municipios del estado.
Además, el estado de Veracruz registra 351 contagios en un lapso de 24 horas, siendo este el mayor registro de casos confirmados en un día hasta ese momento.
- 28 de junio: Fallece el alcalde de Coetzala Gerardo Tirso Acahua Apale por complicaciones relacionada al COVID-19.[81]
- 29 de junio: El municipio de Coatzacoalcos supera los 200 fallecimientos.[82]
- 30 de junio: El estado llega a 10 mil casos confirmados de COVID-19 desde que inició la pandemia.

### Julio
- 1 de julio:  El municipio de Minatitlán supera los 100 fallecimientos.[83]

- 3 de julio: El gobierno de gobierno de Veracruz publica el semáforo epidemiológico para las dos semana que abarca del 6 al 20 de julio; 137 municipios clasificados como color rojo (riesgo máximo) y 75 en color naranja (riesgo alto).[84] Además el alcalde de Tlalixcoyan Agustín Lagunes Álvarez dio positivo a COVID-19.[85]

- 4 de julio: El estado de Veracruz registra 583 contagios en un lapso de 24 horas, siendo este el mayor registro de casos confirmados en un día hasta ese momento.[86]

- 6 de julio: El municipio de Coatzacoalcos supera los mil casos confirmados.[87]

- 7 de julio: El municipio de Veracruz supera los 500 fallecimientos.[88]

- 9 de julio: El estado supera los 13 mil casos confirmados desde el inicio de la pandemia.[89]

- 13 de julio: El estado de Veracruz supera 2 mil fallecimientos.[90] Además el estado supera los 15 mil casos confirmados desde el inicio de la pandemia.[91]

- 15 de julio: El estado supera los 15 mil casos confirmados desde el inicio de la pandemia.[92][93]

- 16 de julio: Fallece la alcaldesa de Miahuatlán Irma Delia Bárcena Villa por complicaciones relacionadas al COVID-19.[94]

- 17 de julio: El municipio de Córdoba supera los mil casos confirmados.[95] El gobierno de gobierno de Veracruz publica el semáforo epidemiológico para la semana que abarca del 20 al 27 de julio; 169 municipios clasificados como color rojo (riesgo máximo) y 43 en color naranja (riesgo alto).[96]

- 18 de julio El estado supera los 16 mil casos confirmados desde el inicio de la pandemia.[97][98]

- 20 de julio: El estado supera los 17 mil casos confirmados desde el inicio de la pandemia.[99]

- 21 de julio: El estado de Veracruz registra 80 fallecimientos en un lapso de 24 horas, siendo este el mayor registro de fallecimientos en un día hasta ese momento.[100]

- 22 de julio: El municipio de Xalapa-Enriquez supera los 100 fallecimientos.[101]

- 23 de julio: El estado de Veracruz registra 85 fallecimientos en un lapso de 24 horas, siendo este el mayor registro de fallecimientos en un día hasta ese momento.[102] Además el estado supera los 18 mil casos confirmados.[103][104]

- 24 de julio: El municipio de Xalapa-Enríquez supera los mil casos confirmados[105] y en tan solo un mes los casos en el municipios crecieron en un 300% respecto al mes anterior.[106]

- 28 de julio: El estado de Veracruz registra 100 fallecimientos en un lapso de 24 horas, siendo este el mayor registro de fallecimientos en un día hasta ese momento.[107][108] Además el estado supera los 20 mil casos confirmados.[109]

- 30 de julio: La alcaldesa de Chalma Bertha Mariana de Jesús Galván Argüelles da positivo a COVID-19.[110]

- 31 de julio: El municipio de Veracruz supera los 5 mil casos.[111] Además la Secretaría de Salud del estado presenta el nuevo semáforo quincenal que abarca del 3 al 16 de agosto:[112] dejan a 122 municipios en rojo (riesgo máximo) y 90 en naranja (riesgo alto).[113]

### Agosto
- 1 de agosto: El municipio de Poza Rica supera los mil casos confirmados.[114] Además el estado de Veracruz registra 730 casos en un lapso de 24 horas, siendo el mayor registro diario desde el inicio de la pandemia.[115][116]

- 3 de agosto: El estado de Veracruz supera los 22 mil casos confirmados de COVID-19.[117][118][119][120][121][122][123]

- 4 de agosto: Se publica la circular «Sesver/LESP/DE/35/2020» donde se daba a conocer que se suspendían las pruebas de COVID-19 en el estado,[124] a lo que el Secretario de Salud Roberto Gómez Alor lo negó.[125]

- 6 de agosto: El estado de Veracruz supera los 3 mil fallecimientos por Covid-19.[126][127][128][129][130] El municipio de Orizaba supera los mil casos confirmados.[131][132] Además el alcalde de Medellín Hipólito Deschamps Espino Barros dio positivo a COVID-19.[133]

- 7 de agosto: El estado de Veracruz supera los 23 mil casos confirmados de Covid-19.[134][135][136][137][138][139][140][141][142][143]

- 9 de agosto: Fallece la alcaldesa de Moloacán Victoria Rasgado Pérez por complicaciones relacionadas por COVID-19.[144]

- 10 de agosto: El estado de Veracruz supera los 24 mil casos confirmados de Covid-19.[145][146][147][148]

- 14 de agosto: El estado de Veracruz supera los 25 mil casos confirmados de Covid-19.[149][150][151][152] Además la Secretaría de Salud del estado presenta el nuevo semáforo quincenal que abarca del 17 al 30 de agosto:[153] dejando a 104 municipios en rojo (riesgo máximo), 99 en naranja (riesgo alto) y 9 en amarillo (riesgo medio).[154]

- 18 de agosto: El estado de Veracruz supera los 26 mil casos confirmados de Covid-19.[155][156][157][158][159][160][161][162][163]

- 24 de agosto: El estado de Veracruz supera los 27 mil casos confirmados de Covid-19.[164][165][166]

- 28 de agosto: La Secretaría de Salud del estado presenta el nuevo semáforo quincenal que abarca del 31 de agosto al 13 de septiembre:[167] dejando a 33 municipios en rojo (riesgo máximo), 159 en naranja (riesgo alto) y 20 en amarillo (riesgo medio).[168]

- 30 de agosto: El estado de Veracruz supera los 28 mil casos confirmados de Covid-19.[169][170][171][172]

### Septiembre
- 4 de septiembre: El estado de Veracruz supera los 29 mil casos confirmados de Covid-19.[173]

- 9 de septiembre: El estado de Veracruz supera los 30 mil casos confirmados de Covid-19.[174][175][176][177][178][179][180][181][182][183]

- 10 de septiembre: El municipio de Poza Rica de Hidalgo supera los 200 fallecimientos por Covid-19.[184]

- 11 de septiembre: El estado de Veracruz supera los 3 mil fallecimientos por Covid-19.[185][186] Además la Secretaría de Salud del estado presenta el nuevo semáforo quincenal que abarca del 14 al 27 de septiembre: dejando a 39 municipios en rojo (riesgo máximo), 144 en naranja (riesgo alto) y 29 en amarillo (riesgo medio). Además el municipio de Xalapa supera los 2 mil casos confirmados de Covid-19.

- 13 de septiembre: El municipio de Veracruz supera los 7 mil casos confirmados de Covid-19.

### Octubre
8 de octubre, 34,196 casos acumulados, 48 casos nuevos en el estado de Veracruz

## Acciones implementadas

### Gobierno estatal

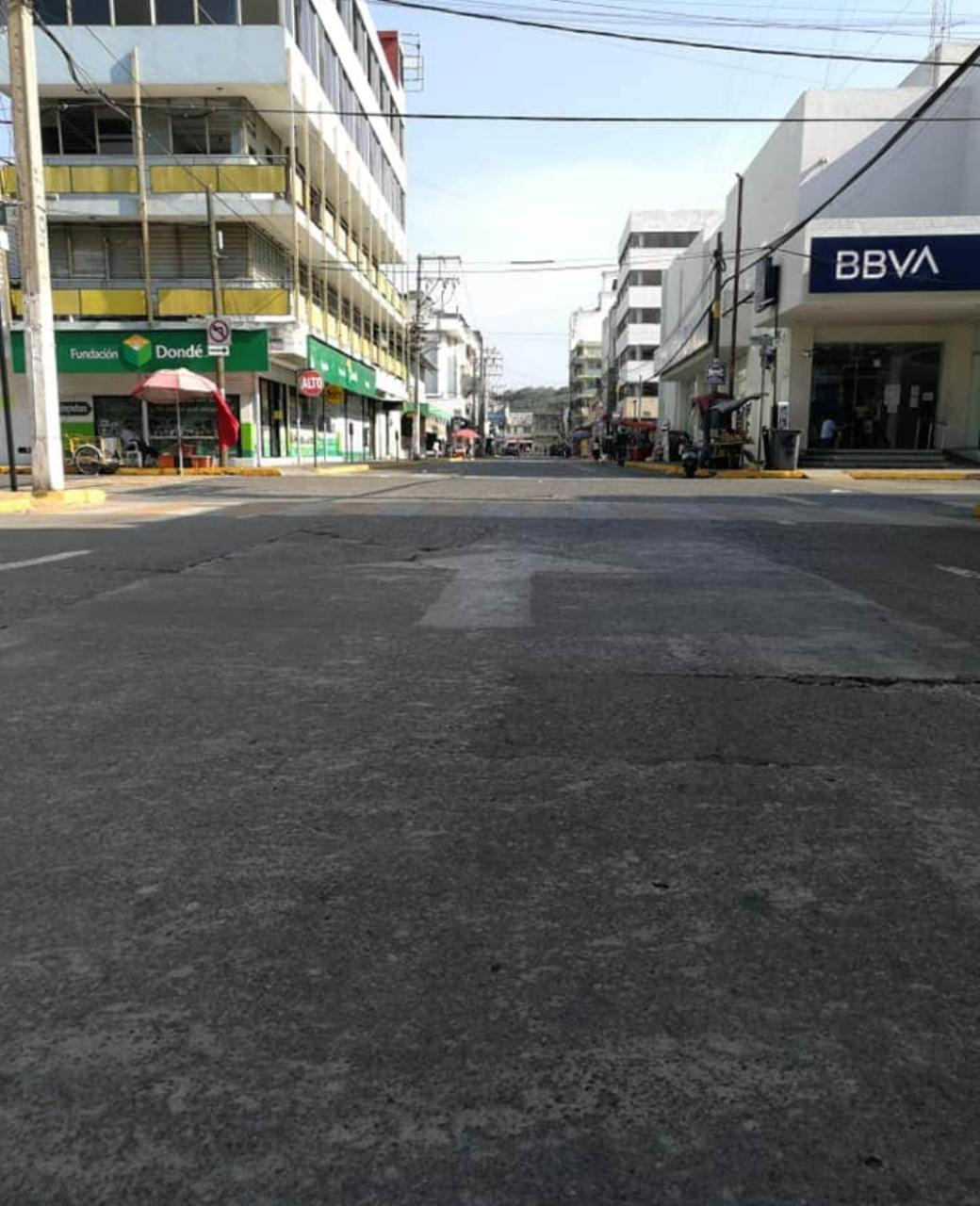
Fotografía del centro de la ciudad de Poza Rica cerrado por órdenes gubernamentales para evitar la propagación del COVID-19

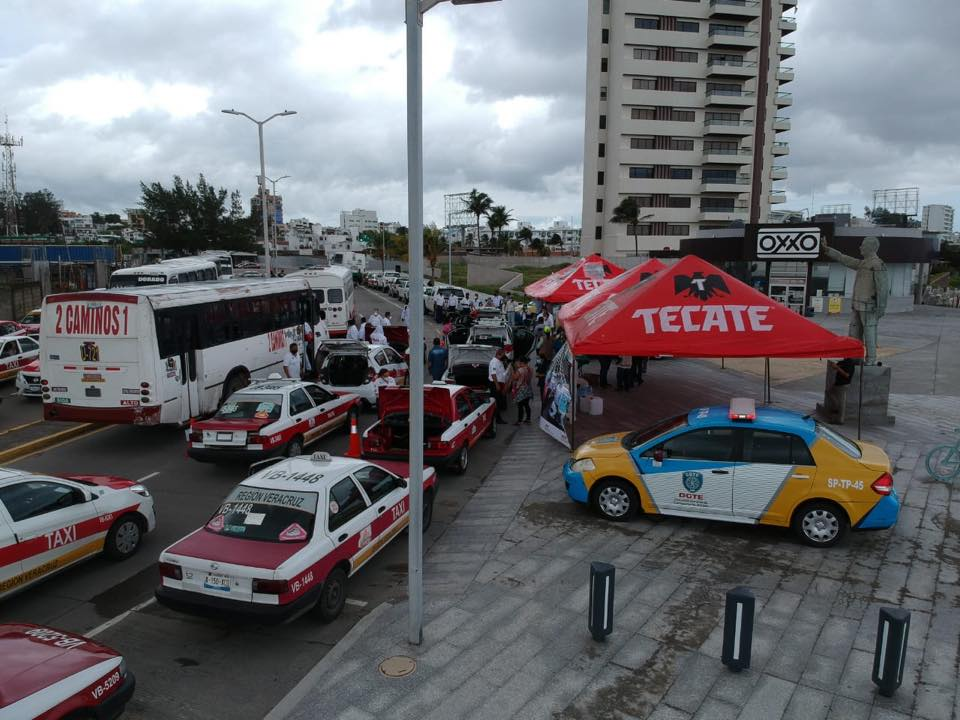
Puesto de Control en Veracruz.

El 16 de abril la Secretaría de Salud del estado de Veracruz lanzó la campaña «Aplanemos la curva, ¡ahora!» en la cual se daban las siguientes recomendaciones:
- Quédate en casa.
- Mantén la sana distancia.
- Usa el teléfono para comunicarte con amigos y familiares.
- Designa a una persona para realizar las compras indispensables.
- Realizar actividades en familia como leer, jugar y hacer ejercicio.
- Evita difundir noticia falsas.

El 7 de mayo el gobernador de Veracruz Cuitláhuac García Jiménez y la Secretaría de Salud del gobierno del estado de Veracruz anuncia el cierre de las avenidas principales de varias ciudades del estado por ejemplo en Xalapa, Veracruz, Boca del Río, Minatitlán, Poza Rica y Coatzacoalcos, para los días 8, 9 y 10 de mayo. Además del cierre de restaurantes, comercios (de mostrador, bares y otras actividades no esenciales), panteones y florerías para evitar las aglomeraciones de personas por los festejos del día de la madre. El 13 de mayo el gobernador de Veracruz Cuitláhuac García Jiménez anuncia que se aplicara las mismas medidas para el fin de semana que abarca el 14, 15, 16 y 17 de mayo aplicando filtros sanitarios, revisión de comercios, cierre parcial de la zona centro para Tuxpan, Poza Rica, Xalapa, Veracruz, Boca del Río, Orizaba, Córdoba y Coatzacoalcos.
El 13 de agosto de 2020 el gobernador de Veracruz Cuitláhuac García Jiménez emitió un decreto para restringir la movilidad de los habitantes en los días 15 y 16 de agosto para tratar de disminuir los contagios y exhortar a los presidentes municipales de evitar aglomeraciones de las 07:00 hasta las 19:00 horas en los centros de 27 municipios de la entidad: Alvarado, Boca del Río, Camerino Z. Mendoza, Coatepec, Coatzacoalcos, Córdoba, Cosamaloapan, Cosoleacaque, Fortín, Ixtaczoquitlán, Ixhuatlancillo, La Antigua, Mariano Escobedo, Martínez de la Torre, Medellín, Minatitlán, Nogales, Orizaba, Pánuco, Papantla, Poza Rica, Río Blanco, Tierra Blanca, Tuxpan, Úrsulo Galván, Veracruz y Xalapa.

#### Lineamientos para el regreso a la nueva normalidad
El gobierno de Veracruz anuncio el 19 de junio de 2020 la medida del semáforo epidemiológico que en donde anunciaba que todos los municipios se encontraban en riesgo máximo.
El semáforo consiste de cuatro colores:
- Rojo: Riesgo máximo.
- Naranja: Riesgo alto.
- Amarillo: Riego medio.
- Verde: Riesgo bajo.

#### Educación
El gobierno del estado anunció que a partir del martes 24 de marzo de 2020 se impartiría el programa educativo «Clases desde Casa» por TV MÁS, esto debido al receso que se propuso para evitar los contagios de COVID-19 en el estado y el país. Esto se impartiría desde tres ejes: «Lee un libro e inspírate en tu casa», «Actívate en tu casa» y «Profesionalización y capacitación docente», este último incluyendo «Matemáticas para Todos», enfocado a fortalecer los conocimientos de las maestras y maestros cumpliendo con las medidas de la Jornada Nacional de Sana Distancia.
El 29 de julio de 2020 la Secretaría de Educación de Veracruz anuncio de la suspensión de las inscripciones y reinscripciones en escuelas de educación especial, indígena, primaria y básica para el ciclo 2020-2021.
El 3 de agosto de 2020 el gobernador Cuitláhuac García Jiménez reconoció que el regreso a las clases para el ciclo escolar 2020-2021 se realizará de manera virtual en todos los niveles educativos.

### Gobierno municipales

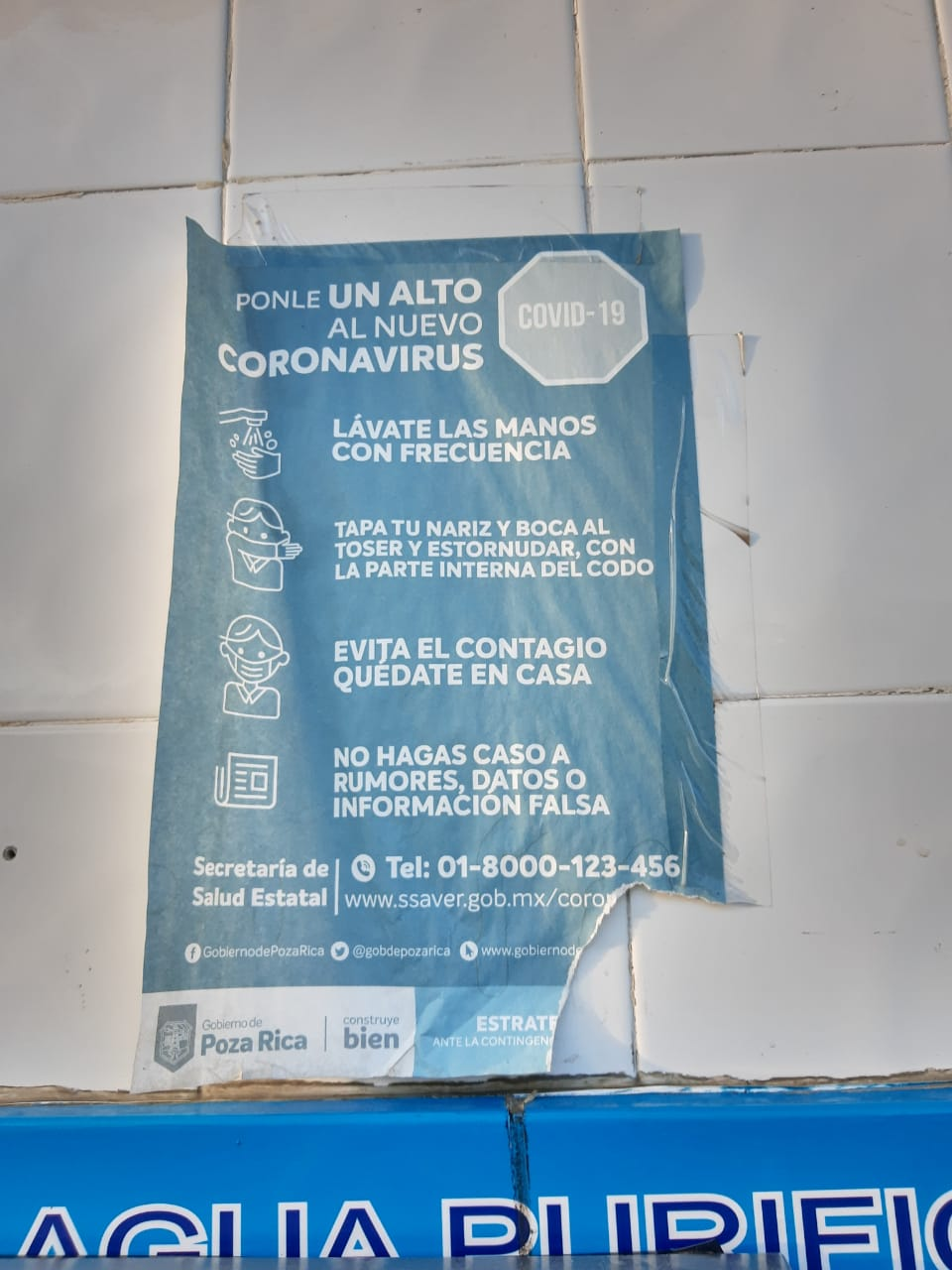
Carteles del gobierno de Poza Rica con recomendaciones contra el COVID-19.

En varios municipios del estado se tomó la decisión de cerrar espacios públicos para evitar la transmisión comunitaria como parques, playas, centros comerciales, etcétera.
El 11 de julio de 2020 el ayuntamiento del municipio de Tlaltetela declara toque de queda de las 22:00 hasta las 06:00 horas para evitar la propagación de contagios.
En el municipio de Poza Rica se establecieron multas de 300 MXN a las personas que no portaran cubrebocas y para entrar a establecimientos era obligatorio portarlo.
La presidenta municipal de Tamiahua, Citlali Medellín, anuncio multas a partir del lunes 3 de agosto de 2020 que iban desde 500 hasta 20 mil MXN a quien violara las medidas sanitarias, además que renunciaba a los servicios médicos municipales y el uso de ambulancias; esto debido al aumento importante de casos de COVID-19 en el municipio. Además de multas de 12 mil MXN a aquellos que realizaran eventos sociales, deportivos y/o religiosos donde haya conglomeraciones de personas. Además de que anteriormente ya se había ordenado cerrar las playas y los que la visitaran en Tamiahua se le iba a aplicar multas desde 173.76 MXN hasta 43 mil 440 MXN.

### Sociales

#### Iglesia

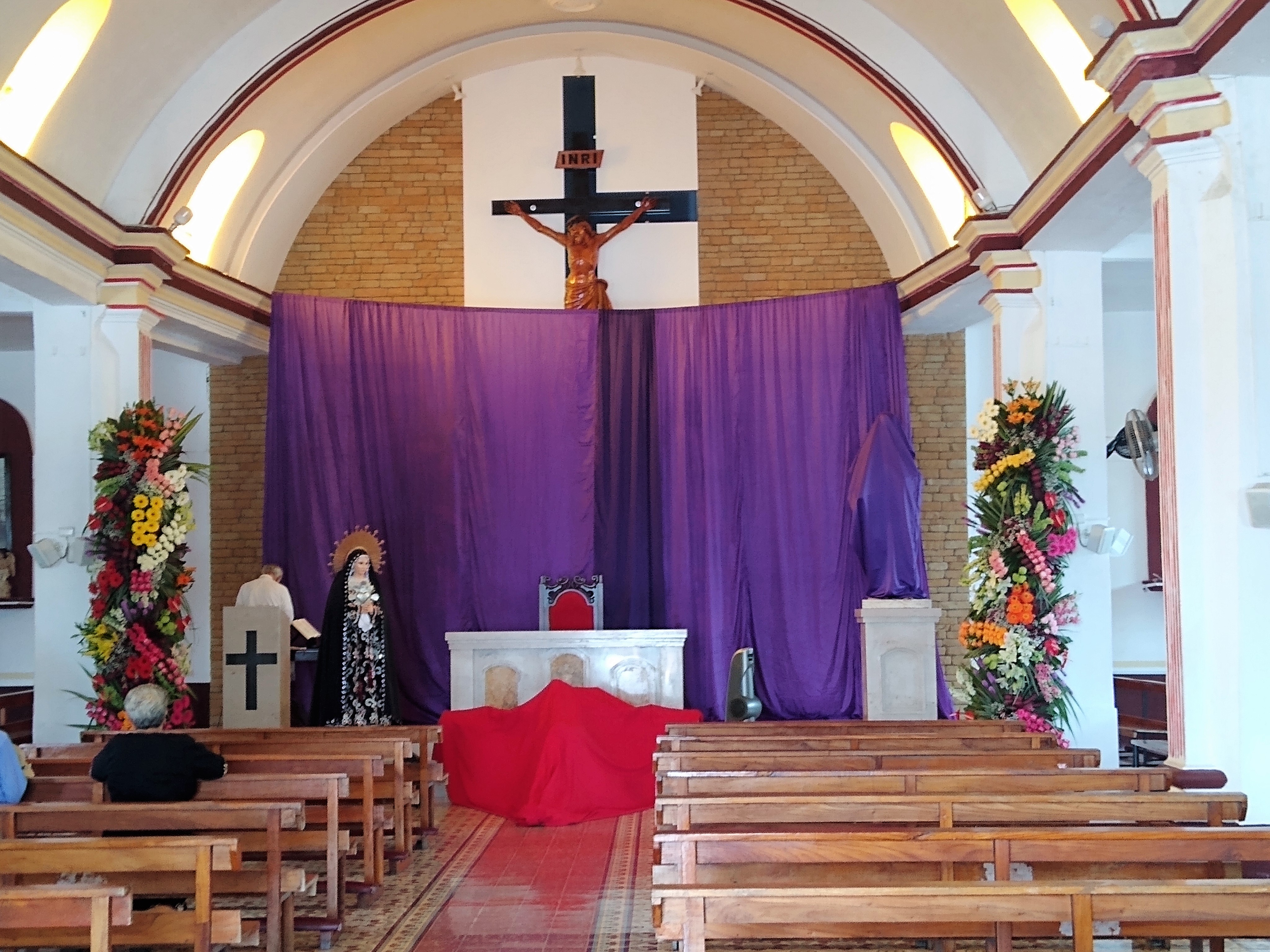
Debido a la pandemia se han tenido que evitar la aglomeración de personas esto causando que varios eventos sean a puerta cerrada.

Por causas de la pandemia la iglesia católica tuvo que cancelar eventos para no aglomerar gente. Las diócesis de Coatzacoalcos, Córdoba, Orizaba, Papantla, San Andrés Tuxtla, Tuxpan y Veracruz así como la arquidiócesis de Xalapa para no aglomerar a gente a mediados de marzo cancelaron eventos de Semana Santa. Y a principios de abril se anunciaron que si se harían misas y celebraciones de Semana Santa a puerta cerrada pero cancelando los eventos del viacrucis.

#### Monumentos
Como acción social, ciudadanos han hecho campañas de conciencia al poner cubrebocas a monumentos como el de Agustín Lara en la ciudad de Veracruz y a la estatua de El Colotero en Álamo Temapache.

## Fases epidemiológicas
De acuerdo con la Secretaría de Salud del gobierno federal, existen tres fases para que la enfermedad por COVID-19 se considere una epidemia en el país:
| Fase     | Fase                    | Período               | Período             | Descripción |
| Fase     | Fase                    | Inicio                | Fin                 | Descripción |
| -------- | ----------------------- | --------------------- | ------------------- | --- |
| Fase 1   | Importación de casos    | 28 de febrero de 2020 | 23 de marzo de 2020 | - Los casos de infección son importados del extranjero, y no existen casos de contagio local. - Existe un número limitado de personas infectadas con el virus. - No hay medidas estrictas de sanidad, con excepción de las acciones de prevención de propagación. |
| Fase 2   | Transmisión comunitaria | 24 de marzo de 2020   | 20 de abril de 2020 | - Se registran casos de contagio local entre personas que no hayan tenido contacto con extranjeros. - Se aumenta rápidamente el número de casos confirmados. - Se implementan acciones más estrictas como la suspensión de clases, trabajo a distancia (home office), cancelación de eventos masivos, cese de actividades en espacios cerrados, e implementación del Plan de auxilio a la población civil en casos de desastre (Plan DN-III-E) de la Secretaría de la Defensa Nacional de México. - Se suspenden las actividades no esenciales en los sectores público, privado y social. - Se restringen las reuniones o congregaciones a menos de 50 personas. - Se exhorta a la población del país a permanecer bajo resguardo domiciliario, especialmente aquellos mayores de 60 años, «con diagnóstico de hipertensión arterial, diabetes, enfermedad cardíaca o pulmonar, inmunosupresión adquirida o provocada, que se encuentre en estado de embarazo o puerperio inmediato». |
| Fase 3   | Etapa epidemiológica    | 21 de abril de 2020   | 17 de mayo de 2020  | - Se registran miles de casos en varias localidades del país. - Requiere la ejecución de protocolos sanitarios más estrictos como la cuarentena generalizada de la población. |
| Fuentes: |                         |                       |                     | |

## Fases de recuperación
| Etapa    | Período            | Período            | Descripción |
| Etapa    | Inicio             | Fin                | Descripción |
| -------- | ------------------ | ------------------ | --- |
| Etapa 1  | 18 de mayo de 2020 | 31 de mayo de 2020 | - Reapertura de 269 «municipios de la esperanza», es decir aquellos «en donde no se registran casos de COVID-19 ni colindan con municipios con contagios» y que pertenecen a 15 estados del país. La reapertura es precedida por una etapa de implementación de cercos sanitarios entre el 14 y 17 de mayo. |
| Etapa 2  | 1 de junio de 2020 | —                  | - Preparación para la reapertura. - Se consideran como «actividades esenciales» la construcción, minería y fabricación de equipo de transporte. - Cada empresa elabora los protocolos sanitarios para el reinicio de actividades. - Capacitación de personal para seguridad en el ambiente laboral. - Readecuación de espacios y procesos productivos. - Filtros de ingreso, sanitización e higiene del espacio laboral. |
| Etapa 3  | —                  | —                  | - Sistema de semáforo semanal por regiones para la reapertura de actividades sociales, educativas y económicas, de forma similar al programa Hoy No Circula. Los colores por región varían de acuerdo con las medidas de salud implementadas y la reducción de casos de infectados. - Rojo: solo se permite el desarrollo de las actividades esenciales identificadas previamente por el gobierno. - Naranja: se permite el desarrollo de actividades esenciales y, en menor medida, las no esenciales. Se presta mayor atención a las personas vulnerables. - Amarillo: el espacio público y las actividades económicas se desarrollan a plenitud. - Verde: se reanudan actividades escolares, sociales y de esparcimiento, y se permite la operación de bares y gimnasios, entre otros establecimientos. |
| Fuentes: |                    |                    | |

### Municipios de la esperanza
El 13 de mayo se clasificó a 16 municipios: Citlaltépetl, Filomeno Mata, Zozocolco de Hidalgo, Espinal, Coxquihui, Ilamatlán, Las Minas, Tatatila, Jalcomulco, Los Reyes, Texhuacan, Mixtla de Altamirano, Tlaquilpa, Astacinga, Tehuipango y Tlacojalpan como «municipios de la esperanza» mismos que podrían reiniciar actividades al no tener contagios de Covid-19 en su territorio, ni en municipios colindantes el 18 de mayo de 2020. Ante estas medidas los presidentes municipales de Mixtla de Altamirano y Astacinga manifestaron que se debían mantener aun las medidas en sus municipios ya que era demasiado riesgoso.
Para el 17 de mayo un día antes de la reapertura de los «municipios de la esperanza» ya solo eran 12.

### Sistema de color de semáforo

#### Federal
| Estado                                                                         | Semana           | Semana            | Semana         | Semana | Semana | Semana | Semana | Semana | Semana | Semana | Semana | Semana | Semana | Semana | Semana | Semana | Semana | Semana | Semana |
| Estado                                                                         | 1                | 2                 | 3              | 4      | 5      | 6      | 7      | 8      | 9      | 10     | 11     | 12     | 13     | 14     | 15     | 16     | 17     | 18     | 19     |
| ------------------------------------------------------------------------------ | ---------------- | ----------------- | -------------- | ------ | ------ | ------ | ------ | ------ | ------ | ------ | ------ | ------ | ------ | ------ | ------ | ------ | ------ | ------ | ------ |
| Estado de Veracruz                                                             |                  |                   |                |        |        |        |        |        |        |        |        |        |        |        |        |        |        |        |        |
| \| Semáforo rojo \| Semáforo naranja \| Semáforo amarillo \| Semáforo verde \| |                  |                   |                |        |        |        |        |        |        |        |        |        |        |        |        |        |        |        |        |
| Semáforo rojo                                                                  | Semáforo naranja | Semáforo amarillo | Semáforo verde |        |        |        |        |        |        |        |        |        |        |        |        |        |        |        |        |

#### Estatal
El «Sistema de color de semáforo» fue anunciado por el Gobierno de México, para la reapertura gradual del país a partir del 1 de junio de 2020. Constará de cuatro colores (verde, amarillo, naranja y rojo) que representan la gravedad de la pandemia en cada estado.
| Color   | Color    | Alerta de riesgo para la salud | Actividades laborales | Actividades laborales           | Espacios públicos | Espacios públicos | Actividades escolares | Movilidad de la población vulnerable | Color de cada municipio a partir del 26 de junio. |
| Color   | Color    | Alerta de riesgo para la salud | Esenciales            | No esenciales                   | Abiertos          | Cerrados          | Actividades escolares | Movilidad de la población vulnerable | Color de cada municipio a partir del 26 de junio. |
|         | Verde    | Cero                           | Regular               | Regular                         | Regular           | Regular           | Regular               | Regular                              | Color de cada municipio a partir del 26 de junio. |
|         | Amarillo | Normal                         | Regular               | Regular                         | Regular           | Aforo reducido    | Suspendido            | Suspendido                           | Color de cada municipio a partir del 26 de junio. |
|         | Naranja  | Alto                           | Regular               | Solo con personal indispensable | Aforo reducido    | Suspendido        | Suspendido            | Suspendido                           | Color de cada municipio a partir del 26 de junio. |
|         | Rojo     | Máximo                         | Regular               | Suspendido                      | Suspendido        | Suspendido        | Suspendido            | Suspendido                           | Color de cada municipio a partir del 26 de junio. |
| Fuente: |          |                                |                       |                                 |                   |                   |                       |                                      |                                                   |

### Municipios sin casos confirmados
Según el gobierno federal hay 9 y en el estatal hay 10 municipios sin haber confirmado ningún caso de COVID-19 desde que inició la pandemia. Estos son: 